# Le Loup et le Lion (film)
Pour l’article homonyme, voir Le Loup et le Lion.
Pour plus de détails, voir Fiche technique et Distribution.
Le Loup et le Lion est un film franco-canadien réalisé par Gilles de Maistre, sorti en 2021.

## Synopsis
Alma, une jeune femme qui a perdu son grand-père, recueille un lionceau destiné à un cirque. Elle décide de ne pas le remettre aux gardes-forestiers car son grand-père militait contre les mauvais traitements d'animaux dans les cirques. Une louve, poursuivie par deux scientifiques, vient trouver refuge dans la maison d'Alma avec un louveteau. Le lionceau et le louveteau vivent comme des frères, ils jouent ensemble et se nourrissent tous les deux grâce à la louve. La louve disparaît lors d'une sortie de deux jours d'Alma, laissant un trio vivre en toute quiétude pendant quelques années. Mais à la suite d'un accident d'Alma, Joe, son parrain, doit se résoudre à prévenir les autorités pour la sauver bien que cela sépare le trio. Le trio n'a alors qu'une envie, se reformer.

## Fiche technique
- Titre : Le Loup et le Lion
- Réalisation : Gilles de Maistre
  - Premier assistant réalisateur : Julien Decoin
- Scénario : Prune de Maistre
- Musique : Armand Amar
- Directeur de la photographie : Serge Desrosiers
- Décors : Raymond Dupuis
- Montage : Julien Rey
- Producteurs : Sylvain Proulx, Claude Léger, Jonathan Vanger
- Producteurs délégués : Gilles de Maistre, Catherine Camborde, Jacques Perrin, Nicolas Elghozi, Valentine Perrin
- Producteurs exécutifs : Carole Vaillantcourt et Andrew Simpson
- Coordinateur animalier : Andrew Simpson
- Son : Emmanuel Guionet
- Mixage : Vincent Cosson
- Production : Mai Juin Productions, Galatée Films, Les Productions Wematin

## Distribution
- Molly Kunz (VF : Léopoldine Serre) : Alma
- Graham Greene (VF : Benoît Allemane) : Joe
- Charlie Carrick (VF : Kevin Garnichat) : Eli
- Derek Johns (VF : Benjamin Boyer) : Charles
- Rhys Slack (VF : Aloïs Le Labourier) : Rapha
- Evan Buliung (VF : Boris Rehlinger) : Allan
- Rebecca Croll (VF : Vanina Pradier) : Ysae
- Victor Cornfoot : Jack
- Daniel Brochu : M. Mitchell
- Jean Drolet (VF : Patrick Raynal) : le grand-père d'Alma
- Stella Plante : Alma enfant

## Production
Gilles de Maistre raconte que c'est lors du tournage de Mia et le Lion blanc, à la suite d'une discussion entre Andrew Simpson, spécialiste des loups, et Kevin Richardson, des lions, que l'idée du film lui est venue. Le loup, Paddington (Mozart dans le film), et le lion, Walter (Rêveur dans le film) ont été élevés ensemble dès l'âge de cinq semaines. Seules quelques personnes dont Molly Kunz pouvaient les approcher, le personnel de tournage et les autres acteurs étaient derrière des cages. La production s'est adaptée à ses animaux stars ce qui a abouti à 16 refontes du scénario. Après le tournage, Paddington et Walter continuent à vivre ensemble au Canada dans la réserve d'Andrew Simpson.

## Box office
| Pays ou région    | Box-office                       | Date d'arrêt du box-office | Nombre de semaines |
| ----------------- | -------------------------------- | -------------------------- | ------------------ |
| France            | 1 187 700 entrées                | terminé                    | 7                  |
| Italie            | 375 180 entrées                  | terminé                    | 7                  |
| Allemagne         | 334 951 entrées                  | terminé                    | 7                  |
| Pologne           | 209 000 entrées                  | terminé                    | 7                  |
| Espagne           | 141 000 entrées                  | terminé                    | 7                  |
| Suisse            | 55 808 entrées                   | terminé                    | 7                  |
| Hongrie           | 49 691 entrées                   | terminé                    | 7                  |
| Autriche          | 46 852 entrées                   | terminé                    | 7                  |
| Belgique          | 37 308 entrées                   | terminé                    | 7                  |
| Ukraine           | 33 784 entrées                   | terminé                    | 7                  |
| États-Unis Canada | 197 346 entrées                  | terminé                    | 7                  |
| Total mondial     | 2 977 700 entrées - 19 510 578 $ | terminé                    | 7                  |